# Lucilia limbata
Lucilia limbata är en tvåvingeart som beskrevs av Robineau-desvoidy 1863. Lucilia limbata ingår i släktet Lucilia och familjen spyflugor.
Artens utbredningsområde är Frankrike. Inga underarter finns listade i Catalogue of Life.